# Ново Конско
Ново Конско (на македонска литературна норма: Ново Конско) е село в община Гевгели, Северна Македония.

## География
Селото е разположено в областта Боймия, на 5 километра западно от град Гевгели.

## История
До 1973 година името на селото е Горничет. В XIX век Горничет е изцяло турско село в Гевгелийска каза на Османската империя. Според статистиката на Васил Кънчов („Македония. Етнография и статистика“) от 1900 година Горничет има 1100 жители, всички турци.
След Междусъюзническата война в 1913 година селото попада в Сърбия. Според Димитър Гаджанов в 1916 година в Горничет живеят 876 турци.
В 1971 година има 219 жители, а в 1994 година – 145. Според преброяването от 2002 година селото има 136 жители.
| Националност | Всичко |
| македонци    | 134    |
| албанци      | 0      |
| турци        | 0      |
| роми         | 0      |
| власи        | 0      |
| сърби        | 2      |
| бошняци      | 0      |
| други        | 0      |

В 2014 година изписването на името на селото на македонска книжовна норма е сменено от Ново Коњско към Ново Конско.

## Личности
Починали в Ново Конско
- Васил Петров Караганов, български военен деец, капитан, загинал през Първата световна война[6]
- Иван Луков Ванков, български военен деец, поручик, загинал през Първата световна война[7]
- Константин Досев Досев, български военен деец, подполковник, загинал през Първата световна война[8]
- Христо Стойков Абаджиев, български военен деец, поручик, загинал през Първата световна война[9]